# Vydrany
Vydrany (maďarsky Hodos) je obec v okrese Dunajská Streda na Slovensku. Obec se nachází na Velkém Žitném ostrově, části Slovenské Podunajské nížiny. Obec provozuje mateřskou a základní školu; výuka je vedena ve slovenském a maďarském jazyce. V obci je reformovaný kostel z roku 1796; věž je novodobého původu.
K obci patří i dvory Bödör, Csiba, Czucz, Hodosi, Szigeti, Vermes a Völgyháti.

## Historie
Vydrany jsou poprvé písemně zmíněny v roce 1245 jako Hodus a zpočátku patřily k panství hradu Pressburg, tj. k bratislavskému hradu. V 15. století přešla obec na nižší šlechtu, především však na rody Vermesů a Hodossyů. V roce 1828 zde bylo 133 domů a 951 obyvatel zaměstnáno chovem dobytka. Do roku 1918 bylo území obce součástí Uherska. Na základě první vídeňské arbitráže byla obec v letech 1938 až 1945 pod názvem Nemeshodos součástí Maďarska. V roce 1948 byla obec Hodos přejmenována na Vydrany. Při sčítání lidu v roce 2011 žilo ve Vydranech 1456 obyvatel, z toho 1203 Maďarů, 220 Slováků, osm Čechů, šest Romů a jeden Němec, Moravan a Polák; jeden obyvatel byl z jiné etnické skupiny. 15 obyvatel nepodalo žádné informace.